# Viljandi järv
Viljandi järv (Viljandisjön) är en sjö i södra Estland. Den ligger i kommunen Viljandi stad i landskapet Viljandimaa, 130 km söder om huvudstaden Tallinn. Viljandi järv ligger 43 meter över havet. Arean är 1,6 kvadratkilometer. Den är långsmal till formen och är 4 km lång och 450 meter bred.
Förutom staden Viljandi ligger småköpingen (estniska: alevik) Viiratsi vid sjöns strand. Ån Raudna jõgi har sin källa i Viljandi järv.